# Hệ thống đánh lửa
Ba yếu tố quan trọng của động cơ xăng là: hỗn hợp không khí-nhiên liệu (hòa khí) tốt, sức nén tốt, và đánh lửa tốt. Hệ thống đánh lửa tạo ra một tia lửa mạnh, vào thời điểm chính xác để đốt cháy hỗn hợp hòa khí.

## Các thành phần chính của hệ thống đánh lửa
- Bugie (tiếng Pháp: Bougie, tiếng Anh: spark plug): Công cụ để nguồn điện phát ra tia lửa điện qua một khoảng trống (giống như tia sét). Nguồn điện này phải có điện áp rất cao để tia lửa có thể phóng qua khoảng trống và tia lửa mạnh. Thông thường, điện áp giữa hai cực của bugi khoảng từ 40.000 đến 100.000 volt. Một số xe đòi hỏi phải sử dụng loại bugi nóng. Loại bugi này được thiết kế có chất sứ bao bọc tiếp xúc với kim loại ít hơn do vậy việc trao đổi nhiệt kém hơn và nến nóng hơn và làm sạch bụi bẩn tốt hơn. Bugi lạnh thì ngược lại, thiết kế với vùng trao đổi nhiệt lớn hơn vì vậy sẽ nguội hơn khi hoạt động. Động cơ hiệu suất cao sẽ sinh nhiều nhiệt hơn do vậy phải sử dụng bugi nguội hơn. Nếu bugi quá nóng, nó sẽ làm cho hỗn hợp cháy trước khi tia lửa phát ra.
- Bôbin: Là bộ phận sinh ra cao áp để tạo ra tia lửa. Điện thế cao được sinh ra do cảm ứng giữa hai cuộn dây. Một cuộn có ít vòng được gọi là cuộn sơ cấp (màu vàng), cuốn xung quanh cuộn sơ cấp (màu đen) nhưng nhiều vòng hơn là cuộn thứ cấp. Cuộn thứ cấp có số vòng lớn gấp hàng trăm lần cuộn sơ cấp. Dòng điện từ nguồn điện chạy qua cuộn sơ cấp của bôbin, đột ngột, dòng điện bị ngắt đi tại thời điểm đánh lửa do má vít (đang đóng kín mạch điện thì đột ngột mở ra). Khi dòng điện ở cuộn sơ cấp bị ngắt đi, từ trường điện do cuộn sơ cấp sinh ra giảm đột ngột. Theo nguyên tắc cảm ứng điện từ, cuộn thứ cấp sinh ra một dòng điện để chống lại sự thay đổi từ trường đó. Do số vòng của cuộn thứ cấp lớn gấp rất nhiều lần số vòng dây cuộn sơ cấp nên dòng điện ở cuộn thứ cấp có điện áp rất lớn (có thể đến 100.000 vôn). Dòng điện cao áp này được bộ chia điện đưa đến nến bugi qua dây cao áp.
- Bộ chia điện: Chia nguồn điện cao áp từ bôbin đến các xi lanh. Điều này được thực hiện bởi trục bộ chia điện và con quay gắn ở đầu. Cuộn thứ cấp của tăng điện được kết nối với con quay, nắp bộ chia điện có các đầu nối với các dây cao áp đến các xi lanh. Khi con quay quay vòng tròn nó sẽ chia nguồn điện cao áp cho các xi lanh theo một tứ tự nhất định.

## Yêu cầu của hệ thống đánh lửa
- Tia lửa mạnh
Trong hệ thống đánh lửa, tia lửa được phát ra giữa các điện cực của các bugi để đốt cháy hỗn hợp hòa khí. Hòa khí bị nén có điện trở lớn, nên cần phải tạo ra điện thế hàng chục ngàn vôn để đảm bảo phát ra tia lửa mạnh, có thể đốt cháy hỗn hợp hòa khí.
- Thời điểm đánh lửa chính xác
Hệ thống đánh lửa phải luôn luôn có thời điểm đánh lửa chính xác vào cuối kỳ nén của các xy lanh và góc đánh lửa sớm phù hợp với sự thay đổi tốc độ và tải trọng của động cơ.
- Có đủ độ bền
Hệ thống đánh lửa phải có đủ độ tin cậy để chịu đựng được tác động của rung động và nhiệt của động cơ. 
Hệ thống đánh lửa sử dụng điện cao áp do bô bin tạo ra nhằm phát ra tia lửa điện để đốt cháy hỗn hợp hòa khí đã được nén ép. Hỗn hợp hòa khí được nén ép và đốt cháy trong xi lanh. Sự bốc cháy này tạo ra động lực của động cơ. Nhờ có hiện tượng tự cảm và cảm ứng tương hỗ, cuộn dây tạo ra điện áp cao cần thiết cho đánh lửa. Cuộn sơ cấp tạo ra điện thế hàng trăm vôn còn cuộn thứ cấp thì tạo ra điện thế hàng chục ngàn vôn.

## Quá trình phát triển của hệ thống đánh lửa
3.1. Hệ thống đánh lửa Magneto
3.2. Kiểu điều khiển bằng vít

Hệ thống đánh lửa bằng vít

Kiểu hệ thống đánh lửa này có cấu tạo cơ bản nhất. Trong kiểu hệ thống đánh lửa này, dòng sơ cấp và thời điểm đánh lửa được điều khiển bằng cơ. Dòng sơ cấp của bôbin được điều khiển cho chạy ngắt quãng qua tiếp điểm của vít lửa. Bộ điều chỉnh đánh lửa sớm li tâm tốc và chân không điều khiển thời điểm đánh lửa. Bộ chia điện sẽ phân phối điện cao áp từ cựôn thứ cấp đến các bugi.
Trong kiểu hệ thống đánh lửa này tiếp điểm của vít lửa cần được điều chỉnh thường xuyên hoặc thay thế. Một điện trở phụ được sử dụng để giảm số vòng dây của cuộn sơ cấp, cải thiện đặc tính tăng trưởng dòng của cuộn sơ cấp, và giảm đến mức thấp nhất sự giảm áp của cuộn thứ cấp ở tốc độ cao.
3.3. Kiểu bán dẫn
Trong kiểu hệ thống đánh lửa này transistor điều khiển dòng sơ cấp, để nó chạy một cách gián đoạn theo đúng các tín hiệu điện được phát ra từ bộ phát tín hiệu. Góc đánh lửa sớm được điều khiển bằng cơ như ¬trong kiểu hệ thống đánh lửa bằng vít hoặc có thể dùng các cảm biến vị trí như loại quang, Hall.

Hệ thống đánh lửa bán dẫn

3.4. Kiểu kiểu bán dẫn có ESA (Đánh lửa Sớm bằng điện tử)
Trong kiểu hệ thống đánh lửa này không sử dụng bộ đánh lửa sớm chân không và li tâm. Thay vào đó, chức năng ESA của Bộ điều khiển điện tử (ECU) sẽ điều khiển góc đánh lửa sớm.

Hệ thống ESA

3.5. Hệ thống đánh lửa trực tiếp (DIS)
Thay vì sử dụng bộ chia điện, hệ thống này sử dụng bôbin đơn hoặc đôi cung cấp điện cao áp trực tiếp cho bugi. Thời điểm đánh lửa được điều khiển bởi ESA của ECU động cơ. Trong các động cơ gần đây, hệ thống đánh lửa này chiếm ưu thế. 

Hệ thống DIS